# Zgromadzenie Misjonarzy Krwi Chrystusa
Zgromadzenie Misjonarzy Krwi Chrystusa (CPPS – łac.Congregatio Missionariorum Pretiosissimi Sanguinis Domini Nostri Iesu Christi, popularna nazwa misjonarze Krwi Chrystusa) – wspólnota kapłanów i braci zakonnych założona na początku XIX wieku przez św. Kaspra del Bufalo

## Cele i zadania
Zgromadzenie Misjonarzy Krwi Chrystusa to stowarzyszenie życia apostolskiego. Jego cechy to wielokulturowość, różnorodność i inkluzywność. Głównym założeniem zakonu misjonarzy Krwi Chrystusa jest budowanie i odnawianie Kościoła, dlatego też zakon wzywa do odnowy i nawrócenia poprzez misje i rekolekcje. Misjonarze pragną wnosić Boże miłosierdzie do parafii, szkół, szpitali i więzień. Adoracja Krwi Chrystusa zajmuje szczególne miejsce w życiu wspólnotowym i apostolskim członków Zgromadzenia.

## Habit misjonarzy Krwi Chrystusa
Habit misjonarzy stanowi sutanna duchowieństwa diecezjalnego w danej diecezji, przepasana czarnym pasem, na piersiach duchownego znajduje się krzyż misyjny zawieszony na łańcuchu, zatknięty na pas.

## Parafie i domy misyjne misjonarzy Krwi Chrystusa w Polsce
- Parafia pw. św. Kaspra del Bufalo w Częstochowie[1]
- Parafia św. Józefa Oblubieńca w Międzygórzu
- Dom misyjny św. Kaspra w Częstochowie[2]
- Dom Misyjny św. Franciszka Ksawerego w Ożarowie Mazowieckim
- Dom misyjny i rekolekcyjny św. Józefa w Swarzewie
- Dom Misyjny Ducha Świętego i Hospicjum w Łabuńkach[3]